# アメリカヒューマニスト協会
アメリカヒューマニスト協会（アメリカヒューマニストきょうかい、英語: American Humanist Association）は、世俗的ヒューマニズムを推進する米国の非営利団体である。
1941年に設立され、現在は少数派である世俗主義者および宗教少数派の憲法上の権利の擁護を目的とした法的支援を行い、米議会で政教分離などの諸問題に関するロビー活動を展開し、社会活動およびシビックエンゲージメントに取り組む250の地方提携団体・支部の草の根ネットワークを持つ。協会は、『The Humanist』、『Free Mind』、年2回刊行される査読付き学術誌『Essays in the Philosophy of Humanism』、TheHumanist.comなど、複数の刊行物を出版している。協会によると、会員数は3万4,000人である。